# 헝가리 U-20 축구 국가대표팀
헝가리 U-20 축구 국가대표팀(헝가리어: Magyar U20-as labdarúgó-válogatott)은 헝가리를 대표하는 19세 이하의 축구 국가대표팀으로, 헝가리의 축구 관리 기관인 헝가리 축구 협회의 관리를 받는다. FIFA U-20 월드컵에 3번 참가해 2009년에 3위를 기록했다.

## 역대 감독
| 감독            | 임기 |
| --------------- | ---- |
| 베른트 슈토르크 | 2015 |